# Associazione Sportiva Bari 1988-1989
Questa pagina raccoglie le informazioni riguardanti l'Associazione Sportiva Bari nelle competizioni ufficiali della stagione 1988-1989.

## Stagione
Nella stagione 1988-1989 il Bari allenato dal pugliese Gaetano Salvemini disputa il campionato di Serie B, con 51 punti ottiene il secondo posto e ritorna in Serie A dopo tre anni di Serie B. Dopo aver chiuso al secondo posto il girone di andata con 25 punti a 4 lunghezze dalla capolista Genoa, il Bari con una marcia sempre regolare, è riuscito ad approfittare del calo dei grifoni ed a recuperare lo svantaggio che accusava in precedenza, agguantandoli a 51 punti, secondo solo al liguri per differenza reti. Con Genoa e Bari sono salite nella massima serie anche l'Udinese e la Cremonese, quest'ultima dopo spareggio con la Reggina. Tra i protagonisti delle splendida stagione dei galletti, il regista arrivato dal Verona Antonio Di Gennaro, la mezza punta Pietro Maiellaro autore anche di 10 reti, ed il miglior marcatore di stagione Paolo Monelli preso dalla Lazio e autore di 16 reti.
Nella Coppa Italia il Bari ha superato la prima fase vincendo il settimo girone con il Napoli con 8 punti, mentre ha ceduto nella seconda fase, nel quarto girone nel quale ha ottenuto 3 punti, girone che ha vinto la Sampdoria, che andrà poi a vincere anche il trofeo.

## Rosa

Il neoacquisto Antonio Di Gennaro in azione nella gara interna contro l' del 23 aprile 1989

| N. |                   | Ruolo | Calciatore           |
| -- | ----------------- | ----- | -------------------- |
|    | Italia (bandiera) | P     | Giuseppe Alberga     |
|    | Italia (bandiera) | D     | Lorenzo Amoruso      |
|    | Italia (bandiera) | C     | Michele Armenise     |
|    | Italia (bandiera) | A     | Alberto Bergossi     |
|    | Italia (bandiera) | C     | Angelo Carbone       |
|    | Italia (bandiera) | D     | Massimo Carrera      |
|    | Italia (bandiera) | D     | Giorgio De Trizio    |
|    | Italia (bandiera) | C     | Antonio Di Gennaro   |
|    | Italia (bandiera) | C     | Francesco Fonte      |
|    | Italia (bandiera) | D     | Salvatore Guastella  |
|    | Italia (bandiera) | D     | Maurizio Laureri     |
|    | Italia (bandiera) | D     | Giovanni Loseto (II) |

| N. |                   | Ruolo | Calciatore                  |
| -- | ----------------- | ----- | --------------------------- |
|    | Italia (bandiera) | C     | Fabio Lupo                  |
|    | Italia (bandiera) | C     | Pietro Maiellaro            |
|    | Italia (bandiera) | P     | Alessandro Mannini          |
|    | Italia (bandiera) | A     | Paolo Monelli               |
|    | Italia (bandiera) | A     | Claudio Nitti               |
|    | Italia (bandiera) | C     | Carlo Perrone               |
|    | Italia (bandiera) | A     | Francesco Antonio Pisicchio |
|    | Italia (bandiera) | P     | Pantaleo Roca               |
|    | Italia (bandiera) | A     | Lorenzo Scarafoni           |
|    | Italia (bandiera) | D     | Massimiliano Tangorra       |
|    | Italia (bandiera) | C     | Angelo Terracenere          |
|    | Italia (bandiera) | C     | Corrado Urbano              |

## Risultati

### Serie B

#### Girone di andata
| Ancona 11 settembre 1988 1ª giornata | Ancona         | 0 – 0 | Bari | Stadio Dorico\| Arbitro: \| Luci (Firenze) \| |
| Arbitro:                             | Luci (Firenze) |       |      |                                               |

| Arbitro: | Bailo (Novi Ligure) |

|                      |           |             |
| Monelli 19’ Lupo 28’ | Marcatori | 72’ Turrini |

| Arbitro: | Sguizzato (Verona) |

|           |           |             |
| Zanin 17’ | Marcatori | 21’ Monelli |

| Bari 2 ottobre 1988 4ª giornata | Bari                | 0 – 0 | Piacenza | Stadio della Vittoria\| Arbitro: \| Satariano (Palermo) \| |
| Arbitro:                        | Satariano (Palermo) |       |          |                                                            |

| Bari 9 ottobre 1988 5ª giornata | Bari           | 0 – 0 | Brescia | Stadio della Vittoria\| Arbitro: \| Bruni (Arezzo) \| |
| Arbitro:                        | Bruni (Arezzo) |       |         |                                                       |

| Catanzaro 16 ottobre 1988 6ª giornata | Catanzaro          | 0 – 0 | Bari | Stadio Militare\| Arbitro: \| Fabricatore (Roma) \| |
| Arbitro:                              | Fabricatore (Roma) |       |      |                                                     |

| Arbitro: | Guidi (Bologna) |

|                              |           |  |
| Scarafoni 17’ Di Gennaro 69’ | Marcatori |  |

| Arbitro: | Frigerio (Milano) |

|                    |           |                           |
| La Rosa 88’ (rig.) | Marcatori | 47’ G. Loseto 74’ Monelli |

| Arbitro: | Amendolia (Messina) |

|                            |           |  |
| Bergossi 35’ Maiellaro 55’ | Marcatori |  |

| Cremona 13 novembre 1988 10ª giornata | Cremonese        | 0 – 0 | Bari | Stadio Giovanni Zini\| Arbitro: \| Cornieti (Forlì) \| |
| Arbitro:                              | Cornieti (Forlì) |       |      |                                                        |

| Arbitro: | Guidi (Bologna) |

|                            |           |          |
| Di Gennaro 21’ Monelli 80’ | Marcatori | 51’ Soda |

| Arbitro: | Frigerio (Milano) |

|  |           |                 |
|  | Marcatori | 8’ (aut.) Susic |

| Bari 4 dicembre 1988 13ª giornata | Bari               | 0 – 0 | Genoa | Stadio della Vittoria\| Arbitro: \| Fabricatore (Roma) \| |
| Arbitro:                          | Fabricatore (Roma) |       |       |                                                           |

| Taranto 11 dicembre 1988 14ª giornata | Taranto         | 0 – 0 | Bari | Stadio Erasmo Iacovone\| Arbitro: \| Magni (Bergamo) \| |
| Arbitro:                              | Magni (Bergamo) |       |      |                                                         |

| Bari 18 dicembre 1988 15ª giornata | Bari             | 0 – 0 | Avellino | Stadio della Vittoria\| Arbitro: \| Cornieti (Forlì) \| |
| Arbitro:                           | Cornieti (Forlì) |       |          |                                                         |

| Arbitro: | Quartuccio (Torre Annunziata) |

|  |           |             |
|  | Marcatori | 82’ Monelli |

| Arbitro: | Felicani (Bologna) |

|                                             |           |  |
| S. Schillaci 36’ Mandelli 51’ Pierleoni 56’ | Marcatori |  |

| Bari 15 gennaio 1989 18ª giornata | Bari                   | 0 – 0 | Padova | Stadio della Vittoria\| Arbitro: \| Calabretta (Catanzaro) \| |
| Arbitro:                          | Calabretta (Catanzaro) |       |        |                                                               |

| Monza 22 gennaio 1989 19ª giornata | Monza               | 0 – 0 | Bari | Stadio Brianteo\| Arbitro: \| Amendolia (Messina) \| |
| Arbitro:                           | Amendolia (Messina) |       |      |                                                      |

#### Girone di ritorno
| Arbitro: | Nicchi (Arezzo) |

|                                         |           |             |
| Monelli 56’ Maiellaro 83’ Scarafoni 90’ | Marcatori | 29’ Garlini |

| Parma 5 febbraio 1989 21ª giornata | Parma              | 0 – 0 | Bari | Stadio Ennio Tardini\| Arbitro: \| Di Cola (Avezzano) \| |
| Arbitro:                           | Di Cola (Avezzano) |       |      |                                                          |

| Arbitro: | Quartuccio (Torre Annunziata) |

|                           |           |             |
| Maiellaro 45’ (rig.), 67’ | Marcatori | 30’ Onorato |

| Arbitro: | Coppetelli (Tivoli) |

|                  |           |                |
| Iorio 52’ (rig.) | Marcatori | 71’ Di Gennaro |

| Arbitro: | Sguizzato (Verona) |

|                      |           |                          |
| Turchetta 87’ (rig.) | Marcatori | 7’ Carrera 39’ Maiellaro |

| Bari 12 marzo 1989 25ª giornata | Bari   | 0 – 0 | Catanzaro | Stadio della Vittoria\| Arbitro: \| Nicchi \| |
| Arbitro:                        | Nicchi |       |           |                                               |

| Arbitro: | Felicani (Bologna) |

|                |           |               |
| E. Roselli 51’ | Marcatori | 12’ Scarafoni |

| Arbitro: | Bailo (Novi Ligure) |

|                           |           |  |
| Scarafoni 30’ Monelli 85’ | Marcatori |  |

| Barletta 2 aprile 1989 28ª giornata | Barletta         | 0 – 0 | Bari | Stadio Comunale\| Arbitro: \| Cornieti (Forlì) \| |
| Arbitro:                            | Cornieti (Forlì) |       |      |                                                   |

| Arbitro: | Quartuccio (Torre Annunziata) |

|                                       |           |  |
| Monelli 17’ Carbone 43’ Maiellaro 51’ | Marcatori |  |

| Arbitro: | Fabricatore (Roma) |

|              |           |               |
| Cipriani 53’ | Marcatori | 30’ Maiellaro |

| Arbitro: | Luci (Firenze) |

|                             |           |  |
| G. Loseto 23’ Maiellaro 88’ | Marcatori |  |

| Genova 7 maggio 1989 32ª giornata | Genoa             | 0 – 0 | Bari | Stadio Luigi Ferraris\| Arbitro: \| Frigerio (Milano) \| |
| Arbitro:                          | Frigerio (Milano) |       |      |                                                          |

| Arbitro: | Felicani (Bologna) |

|                             |           |  |
| G. Loseto 68’ Maiellaro 76’ | Marcatori |  |

| Arbitro: | Coppetelli (Tivoli) |

|              |           |  |
| Baldieri 35’ | Marcatori |  |

| Arbitro: | Dal Forno (Ivrea) |

|  |           |                                      |
|  | Marcatori | 10’ Lucchetti 32’ Galeazzi 79’ Urban |

| Arbitro: | Iori (Parma) |

|                         |           |                  |
| Monelli 30’ Perrone 69’ | Marcatori | 81’ S. Schillaci |

| Arbitro: | Boggi (Salerno) |

|              |           |                    |
| Simonini 67’ | Marcatori | 20’ (aut.) Bellemo |

| Arbitro: | Stafoggia (Pesaro) |

|                                           |           |                         |
| Monelli 27’ Terracenere 77’ Scarafoni 90’ | Marcatori | 19’ Saini 88’ Fontanini |

### Coppa Italia

#### Prima fase 7º girone
| Arbitro: | Amendolia (Messina) |

|                   |           |             |
| Giusto 75’ (rig.) | Marcatori | 16’ Monelli |

| Arbitro: | Magni (Bergamo) |

|                               |           |  |
| M. Armenise 29’ Maiellaro 84’ | Marcatori |  |

| Arbitro: | Dal Forno (Ivrea) |

|             |           |                                           |
| Mariano 26’ | Marcatori | 45’ M. Armenise 52’ Scarafoni 86’ Monelli |

| Arbitro: | Nicchi (Arezzo) |

|               |           |  |
| G. Loseto 60’ | Marcatori |  |

| San Benedetto del Tronto 3 settembre 1988 5ª giornata | Sambenedettese     | 0 – 0 | Bari | Stadio Riviera delle Palme\| Arbitro: \| Sguizzato (Verona) \| |
| Arbitro:                                              | Sguizzato (Verona) |       |      |                                                                |

#### Seconda fase 4º girone
| Arbitro: | Bruni (Arezzo) |

|                                |           |                           |
| Zanoncelli 21’ (rig.) Ganz 89’ | Marcatori | 17’, 54’ Monelli 58’ Lupo |

| Arbitro: | Cornieti (Forlì) |

|             |           |            |
| Monelli 42’ | Marcatori | 65’ Vialli |

| Arbitro: | D'Elia (Salerno) |

|                                     |           |                    |
| Garlini 31’ Strömberg 73’ Prytz 79’ | Marcatori | 89’ (rig.) Monelli |

## Statistiche

### Statistiche di squadra
| Competizione | Punti | In casa | In casa | In casa | In casa | In casa | In casa | In trasferta | In trasferta | In trasferta | In trasferta | In trasferta | In trasferta | Totale | Totale | Totale | Totale | Totale | Totale | DR  |
| Competizione | Punti | G       | V       | N       | P       | Gf      | Gs      | G            | V            | N            | P            | Gf           | Gs           | G      | V      | N      | P      | Gf     | Gs     | DR  |
| ------------ | ----- | ------- | ------- | ------- | ------- | ------- | ------- | ------------ | ------------ | ------------ | ------------ | ------------ | ------------ | ------ | ------ | ------ | ------ | ------ | ------ | --- |
| Serie B      | 51    | 19      | 12      | 6       | 1       | 27      | 10      | 19           | 4            | 13           | 2            | 11           | 11           | 38     | 16     | 19     | 3      | 38     | 21     | +17 |
| Coppa Italia |       | 3       | 2       | 1       | 0       | 4       | 1       | 5            | 2            | 2            | 1            | 8            | 7            | 8      | 4      | 3      | 1      | 12     | 8      | +4  |
| Totale       |       | 22      | 14      | 7       | 1       | 31      | 11      | 24           | 6            | 15           | 3            | 19           | 18           | 46     | 20     | 22     | 4      | 50     | 29     | +21 |

### Statistiche dei giocatori
| Giocatore      | Serie B  | Serie B | Serie B     | Serie B    | Coppa Italia | Coppa Italia | Coppa Italia | Coppa Italia | Totale   | Totale | Totale      | Totale     |
| Giocatore      | Presenze | Reti    | Ammonizioni | Espulsioni | Presenze     | Reti         | Ammonizioni  | Espulsioni   | Presenze | Reti   | Ammonizioni | Espulsioni |
| -------------- | -------- | ------- | ----------- | ---------- | ------------ | ------------ | ------------ | ------------ | -------- | ------ | ----------- | ---------- |
| G. Alberga     | 1        | -1      | ?           | ?          | -            | -            | -            | -            | 1        | -1     | 0+          | 0+         |
| L. Amoruso     | 3        | 0       | ?           | ?          | 4            | 0            | ?            | ?            | 7        | 0      | ?           | ?          |
| M. Armenise    | 26       | 0       | ?           | ?          | 8            | 2            | ?            | ?            | 34       | 2      | ?           | ?          |
| A. Bergossi    | 18       | 1       | ?           | ?          | 2            | 0            | ?            | ?            | 20       | 1      | ?           | ?          |
| A. Carbone     | 27       | 1       | ?           | ?          | 1            | 0            | ?            | ?            | 28       | 1      | ?           | ?          |
| M. Carrera     | 37       | 1       | ?           | ?          | 8            | 0            | ?            | ?            | 45       | 1      | ?           | ?          |
| G. De Trizio   | 32       | 0       | ?           | ?          | 8            | 0            | ?            | ?            | 40       | 0      | ?           | ?          |
| A. Di Gennaro  | 32       | 3       | ?           | ?          | 7            | 0            | ?            | ?            | 39       | 3      | ?           | ?          |
| R. D'Ermilio   | -        | -       | -           | -          | 3            | 0            | ?            | ?            | 3        | 0      | 0+          | 0+         |
| F. Fonte       | 14       | 0       | ?           | ?          | -            | -            | -            | -            | 14       | 0      | 0+          | 0+         |
| S. Guastella   | 15       | 0       | ?           | ?          | 3            | 0            | ?            | ?            | 18       | 0      | ?           | ?          |
| M. Laureri     | 2        | 0       | ?           | ?          | 6            | 0            | ?            | ?            | 8        | 0      | ?           | ?          |
| G. Loseto      | 36       | 3       | ?           | ?          | 6            | 1            | ?            | ?            | 42       | 4      | ?           | ?          |
| F. Lupo        | 12       | 1       | ?           | ?          | 8            | 1            | ?            | ?            | 20       | 2      | ?           | ?          |
| P. Maiellaro   | 34       | 9       | ?           | ?          | 5            | 1            | ?            | ?            | 39       | 10     | ?           | ?          |
| A. Mannini     | 37       | -20     | ?           | ?          | 8            | -8           | ?            | ?            | 45       | -28    | ?           | ?          |
| P. Monelli     | 36       | 10      | ?           | ?          | 8            | 6            | ?            | ?            | 44       | 16     | ?           | ?          |
| C. Nitti       | 13       | 0       | ?           | ?          | 2            | 0            | ?            | ?            | 15       | 0      | ?           | ?          |
| C. Perrone     | 6        | 1       | ?           | ?          | 2            | 0            | ?            | ?            | 8        | 1      | ?           | ?          |
| F. Pisicchio   | 8        | 0       | ?           | ?          | 5            | 0            | ?            | ?            | 13       | 0      | ?           | ?          |
| L. Scarafoni   | 33       | 5       | ?           | ?          | 5            | 1            | ?            | ?            | 38       | 6      | ?           | ?          |
| M. Tangorra    | 1        | 0       | ?           | ?          | -            | -            | -            | -            | 1        | 0      | 0+          | 0+         |
| A. Terracenere | 36       | 1       | ?           | ?          | 4            | 0            | ?            | ?            | 40       | 1      | ?           | ?          |
| C. Urbano      | 32       | 0       | ?           | ?          | 3            | 0            | ?            | ?            | 35       | 0      | ?           | ?          |